# Альянс юных патриотов за национальный подъём
Альянс юных патриотов за национальный подъём (фр. Alliance des jeunes patriotes pour le sursaut national), также Молодые патриоты (фр. Jeunes patriotes) — ультранационалистическое движение в Кот-д’Ивуаре, союзное левоцентристской партии «Ивуарийский народный фронт».
В организацию принимаются лица в возрасте до 25 лет, в том числе представители ивуарийской диаспоры за границей.

## Создание
Движение создано 26 сентября 2002 года, через неделю после начала Первой Ивуарийской войны, Шарлем Бье-Гуде, который в связи с гражданской войной срочно вернулся на родину из Манчестера.
Альянс объединил несколько молодёжных организаций, в том числе:
- Координация молодых патриотов;
- Федерация студентов и школьников Кот-д'Ивуара
- Ивуарийское движение за репатриацию;
- Движение за республиканскую совесть;
- Сети ивуарийской диаспоры (главным образом в Лондоне).

Некоторые из членов движения в прошлом участвовали в свержении генерала Робера Геи, который пытался сфабриковать результаты президентских выборов 2000 года. Первоначально организация получило помощь от министра обороны Моиса Лида Куасси.
В начале 2003 года к «Молодым патриотам» присоединились Коллектив патриотических женских движений, Стражи мира (женская организация, в которой состояли девушки в возрасте от 15 до 23 лет) и Профессиональные патриотические кружки. Организация получила своего посредника в связях с ивуарийским правительством в лице начальника генерального штаба Куйо Теа Нарцисса.

## Руководство
В штаб Альянса, помимо Шарля Бье-Гуде, вошли Жан-Ив Дибопьё, Ричард Дакури, Идрисс Уаттара, Ахуа Сталлоне, Сейду Коне и Тьерри Легре.

## Идеология
Идеология «Молодых патриотов» базируется на следующих принципах:
- Борьба за свободу и защита своих институтов;
- Борьба с неоколониализмом;
- Ликвидация любого иностранного присутствия в Кот-д’Ивуаре;
- Строгое соблюдение Конституции;
- Сохранение ресурсов страны за ивуарийцами.

## Деятельность
В ходе военных конфликтов 2002—2007 и 2010—2011 годов организация выступала на стороне президента Лорана Гбагбо. «Молодые патриоты» провели ряд антиповстанческих демонстраций. Только за первый полгода своего существования движение провело четыре крупных акций (2 октября, 2 декабря 2002-го и 18 января, 1 февраля 2003-го). В июне 2004 года члены Альянса организовали сидящую забастовку перед базой 43-го батальона морской пехоты ВС Франции, протестую против присутствия в стране иностранных войск и деятельности группировки «Новая сила». В ноябре того же года, на фоне французско-ивуарского конфликта, устроили погромы в кварталах, где жили иностранцы, и вступили в несколько стычек с французской армией.
В ходе Второй Ивуарийской войны организация совершила ряд преступлений и даже нарушила свой принцип о строгом соблюдении Конституции. Лидер Шарль Бье-Гуде даже попал на скамью подсудимых Международного уголовного суда, но был оправдан.

## Примечание
1. ↑  Côte d’Ivoire : Les forces de Laurent Gbagbo ont commis des crimes contre l’humanité - Human Rights Watch. Дата обращения: 26 января 2022. Архивировано 10 августа 2020 года.
2. ↑  Côte d’Ivoire : Les forces de sécurité et les milices mènent une campagne de violence organisée - Human Rights Watch. Дата обращения: 26 января 2022. Архивировано 13 декабря 2013 года.
3. ↑  Des ONG dénoncent les exactions en Côte d'Ivoire - Le Monde. Дата обращения: 26 января 2022. Архивировано 26 января 2022 года.
4. ↑  Côte d'Ivoire : fin de règne pour la Fesci. Дата обращения: 26 января 2022. Архивировано 5 ноября 2012 года.
5. ↑  Slogan issu d'un discours de mobilisation prononcé le 2 janvier 2003, place de la République à Abidjan. - 20 heures, le journal de France 2 : émission du 7 novembre 2004 Архивная копия от 26 января 2022 на Wayback Machine
6. ↑  http://www.ivoirealites.net/verites/articles.php?num=448 (недоступная+ссылка)
7. ↑  Côte d'Ivoire. Retour sur six mois de violences post-électorales. Résumé - Amnesty International. Дата обращения: 26 января 2022. Архивировано 25 октября 2012 года.